# Pastor Cuquejo
Eustaquio Pastor Cuquejo Verga CSsR (ur. 20 września 1939 w San Estanislao, zm. 22 sierpnia 2023) – paragwajski duchowny katolicki, arcybiskup Asunción w latach 2002–2014.

## Życiorys
Święcenia kapłańskie otrzymał 21 czerwca 1964. Był m.in. przełożonym misji redemptorystów w Paragwaju (1978-1981), a następnie zastępcą przełożonego nowo utworzonej prowincji (1981-1982).
27 czerwca 1982 papież Jan Paweł II mianował go biskupem pomocniczym Asunción, przydzielając mu stolicę tytularną Budua. Sakry biskupiej udzielił mu 15 sierpnia 1982 w miejscowej katedrze metropolita Asunción - Ismael Blas Rolón Silvero.
19 kwietnia 1990 został mianowany ordynariuszem prałatury Alto Paraná. Urząd objął 10 czerwca 1990.
5 maja 1992 został biskupem polowym ordynariatu wojskowego Paragwaju (ingres odbył się 28 czerwca 1992). 15 czerwca 2002 papież mianował go arcybiskupem metropolitą stołecznego Asunción.
6 listopada 2014 papież Franciszek przyjął jego rezygnację z pełnionego urzędu złożoną ze względu na wiek. Rządy w diecezji objął dotychczasowy koadiutor – arcybiskup Edmundo Valenzuela.